# RZA (Rapper)

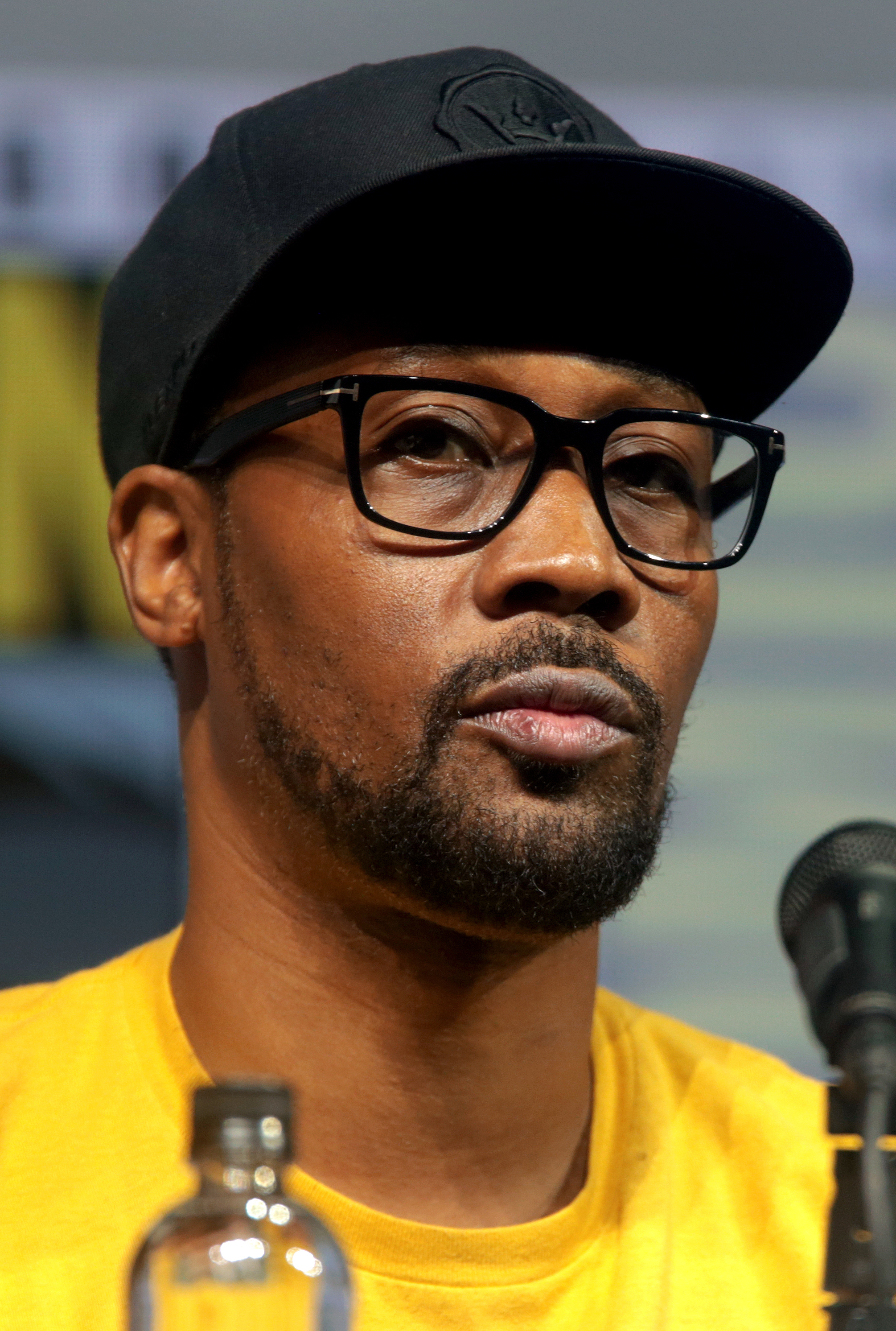
RZA (2018)

Robert Fitzgerald Diggs (* 5. Juli 1969 in Brownsville, Brooklyn, New York City) ist ein US-amerikanischer Rapper, Regisseur, Schauspieler, Drehbuchschreiber und Mitglied des Wu-Tang Clans. Hauptsächlich bekannt ist er unter dem Pseudonym RZA, er hat aber zahlreiche weitere Künstlernamen, unter anderem Prince Rakeem, Bobby Steels, the Abbott, the Rzarector, Bobby Digital. Der Name RZA hat zwei Bedeutungen. Erstens bezeichnet „RZA“ das Geräusch, das entsteht, wenn der Name Robert auf einer Platte gescratcht wird. Zudem ist er ein Akronym für „Ruler Zig Zag Zig Allah“ und leitet sich aus dem Supreme Alphabet ab.

## Leben
Im Alter von drei Jahren zog er mit seinem Onkel von seinem Geburtsort Brownsville, einem Viertel in Brooklyn, nach North Carolina. Als er vier Jahre alt war, starb sein Onkel und er kehrte nach New York City zurück, wo er viel Zeit mit seinen Cousins GZA und Ol’ Dirty Bastard verbrachte. In Interviews verweist RZA immer wieder auf seine Hip-Hop-Aktivitäten mit den beiden Clan-Kollegen in der Jugend. Später gründeten die Drei die Gruppe All In Together Now. Method Man spricht von ihnen als der Original Wu-Tang Clan. Nach seiner ersten EP verließ RZA (damals noch Prince Rakeem) den Verleger Tommy Boy und holte seine Cousins ins Studio. Für 36.000 Dollar nahmen sie das Wu-Tang-Clan-Debüt Enter the Wu-Tang (36 Chambers) auf. Ihre erste Promo-Single Protect Ya Neck wurde ein Erfolg. RZA wurde kurz danach des versuchten Mordes angeklagt, wurde jedoch wegen Notwehr freigesprochen. Einer seiner Mentoren ist RNS, zwischen 1991 und 1993 Produzent von G. P. Wu und Shyheim, der ihm seine ersten Fertigkeiten am Drumcomputer vermittelte.
Im Jahr 2012 gab Diggs sein Debüt als Filmregisseur und inszenierte den Film The Man with the Iron Fists mit Russell Crowe in der männlichen Hauptrolle. Zusammen mit Eli Roth verfasste er auch erstmals ein Drehbuch. Danach inszenierte er Love Beats Rhymes (2017). 2020 wurde sein Film Cut Throat City – Stadt ohne Gesetz veröffentlicht.
Als Schauspieler tritt Diggs seit Ende der 1990er Jahre regelmäßig in Erscheinung. Zudem betätigt er sich ab und an als Komponist für Filmmusik.
RZA lebt aus ethischen Gründen vegan und sieht im veganen Lebensstil ein „besseres Morgen“. Er engagiert sich mit der Tierschutzorganisation PETA für den veganen Lebensstil.

## Bedeutung
RZA ist nicht nur Musiker, sondern zählt auch zu den bekanntesten Figuren in der Geschäftswelt des Hip-Hops. Er ist das „Gehirn“ hinter der gesamten Wu-Tang-Idee und außerdem der Gründer der beiden Plattenfirmen Wu-Tang Records und Razor Sharp Records.

## Musik
Seine Musik gehört seit Anfang der 1990er zur innovativsten in der Hip-Hop-Musik. Er verkaufte schon über 20 Millionen Platten. Seine Spezialität ist es, komplexe Arrangements einfach und direkt klingen zu lassen. Zudem rappt RZA selbst und ist auch als DJ bekannt. Für die Single Ich kenne nichts (das so schön ist wie du) featuring Xavier Naidoo, die 2003 erschien, erhielt er in Deutschland und in der Schweiz eine Goldene Schallplatte, in Österreich eine Platin-Schallplatte. Die Zusammenarbeit zwischen RZA und Xavier Naidoo leitete die deutsche Wu-Tang Clan-Managerin Eva Ries, die wie Naidoo aus Mannheim kommt, in die Wege. Produzent des Songs, zu dem ein offizielles Musikvideo gedreht wurde, war Michael Herberger von den Söhnen Mannheims.

## Wu-Tang Clan

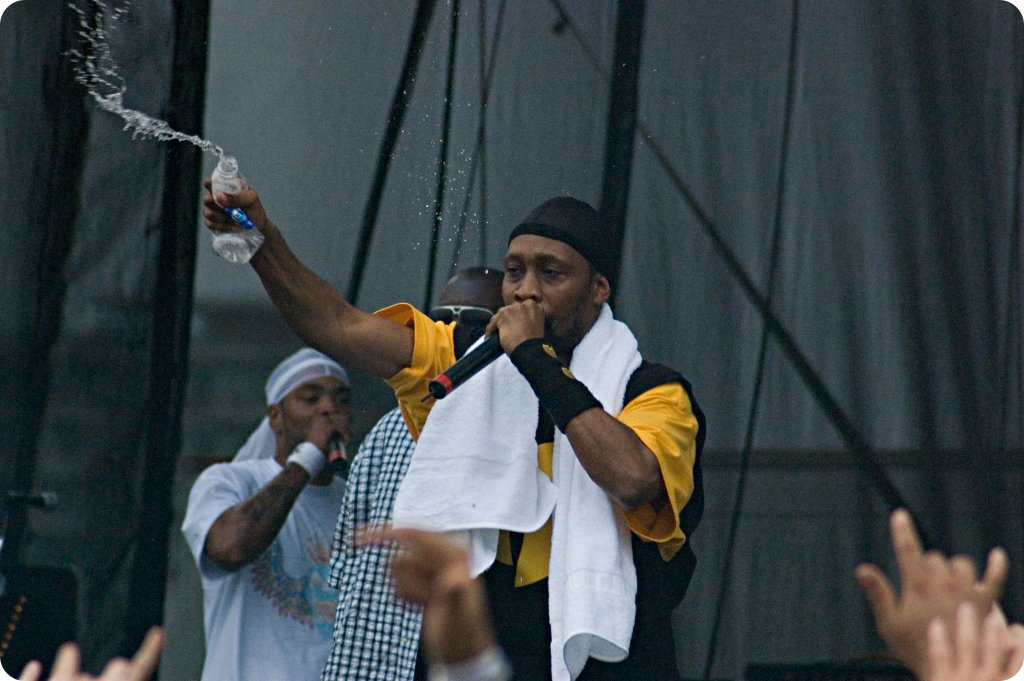
RZA (2007)

RZA ist der Hauptproduzent des Wu-Tang Clans. Fast alle Lieder sind von ihm und er tritt auch als ausführender Produzent in Erscheinung. RZA erzeugt für jeden seiner Rapper eine eigene, unverwechselbare Klangkulisse.
So dominierten beim Debüt von Ol’ Dirty Bastard verrückte Klänge, während GZA im Titel Liquid Swords eher einen düsteren Unterbau bekam. Die anderen Debüts von Method Man, Raekwon und Ghostface Killah hatten ebenfalls ihren eigenen Stil. Ghostface zum Beispiel harmoniert am besten mit sehr souligen Klängen. Seinen kreativen Höhepunkt erreichte RZA mit dem zweiten Wu-Tang Clan-Album Forever von 1997. Die dritte Platte The W aus dem Jahr 2000 klang wieder rauer und lebendiger als die eher steril angelegte Forever-Doppel-LP.
Die gesamte Wu-Gruppe umfasst ca. 500 Leute, aber den Kern bildet die Verwandtschaft von RZA. RZAs Bruder Mitchell Diggs ist einer der Verwalter und ausführenden Produzenten, seine Schwester Sophia Diggs besitzt den Maniküreladen Wu-Nails in Staten Island, und 9th Prince von Killarmy ist sein jüngerer Bruder.

## Gravediggaz
Nach dem Debüt des Wu-Tang Clans formierte RZA zusammen mit Too Poetic, Prince Paul und Frukwan die erste „All-Star-Gruppe“. Nach zwei CDs (1994 und 1998) verließen Prince Paul und RZA die Gravediggaz. Too Poetic und Frukwan arbeiteten als Duo an der dritten Langspielplatte. Poetic starb nach langer Krebserkrankung im Frühjahr 2001.

## Soloalben
Bei den Zusammenstellungen The Swarm, The Hits und der Big Cap-Mix stellte RZA nur die Lieder zusammen und bürgte im Titel mit seinem Namen. The Swarm und The Hits sind „Best-of“-Alben, und Big Cap-Mix ist ein Variation von verschiedenen Wu-Tang-Clan-Künstlern.
Ooh We Love Rakeem, die drei Bobby Digital-Alben und die Filmmusik von Ghost Dog wurden dagegen fast ausschließlich von ihm produziert, und zudem trat er dort auch verstärkt als MC in Erscheinung.
Es dauerte sieben Jahre, bis er die Zeit für sein Solo-Konzept gefunden hatte. Unter dem Pseudonym Bobby Digital arbeitete er seine eigene Jugend, seine eigene Entwicklung im digitalen Rap-Zeitalter auf. Er benutzte zum ersten Mal verstärkt seine 21 Keyboards, die Digi-Electronics.
Ganz im Gegensatz dazu fußt die legendäre 2000er Filmmusik zum Film Ghost Dog ganz auf alten Soulversuchen. Außerdem gibt es noch die Filmmusik zum Film Bulworth, von dem vor allem die Lieder Tragedy und The Chase Beachtung fanden.

## Zusammenarbeit
RZA tritt auch in den Vereinigten Staaten mit anderen Künstlern außerhalb des Wu-Tang Clans auf. So produzierte er die Klänge für Big Pun (Three Trenches), The Notorious B.I.G. (Long Kiss Goodnight) und Ed O. G., wirkte als Rapper bei Tragedy Khadafi (Enemy Of State) und DJ Muggs (Third World) oder als produzierender MC bei Cypress Hill (Killa Hill Niggaz2), Ras Kass (The End) und AZ (Whatever Happenend) mit. Doch RZA kennt auch keine Genregrenzen. So arbeitet er mit den Poprockern Texas, mit Björk, Dog Eat Dog (Step Right In), James Last (The Lonely Shepherd vom Album „They call me Hansi“) und mit der jamaikanischen Raggamuffin-Legende Bounty Killer zusammen.
RZA zeigt ein hohes Interesse an der Hip-Hop-Kultur in anderen Ländern. So ist er u. a. eng mit der französischen Gruppe IAM aus Marseille verbunden; mit Ärsenik nahm er Shaolin (6ème Chaudron) auf. Der holländische Emcee Cilvaringz gehört genau wie Dreddy Kruger aus England zu Wu-International. Auf seinem Projekt The World According To RZA rappen europäische MCs wie Curse, Kool Savas, Afrob, Bektas, Sékou, Fuat, Pedder, Blade und die Saïan Supa Crew, außerdem sind die Soul-Sänger/-innen Xavier Naidoo, Dido und Lauryn Hill vertreten.
RZAs Weltanschauung ist islamisch-buddhistisch geprägt und ein zentrales Element seiner Kunst. Zusätzlich ist er von diversen fernöstlichen Kampfkünsten und deren Philosophien inspiriert. So war er zum Beispiel schon einmal als Shaolin-Mönch in China. Beeinflusst sind RZAs Klänge auch durch verschiedene Kung-Fu-Filme, er baut entsprechende Sprüche und Schwertkampfeffekte in seine Musik ein.
Eine Tour rund um die Welt und die Arbeit mit Quentin Tarantino an dessen Kampfkunstfilm Kill Bill festigte seine Stellung im Hip-Hop. Ende Februar 2005 veröffentlichte RZA sein Buch The Wu-Tang Manual („Die Wu-Tang Anleitung“), in dem er u. a. über die philosophischen Hintergründe des Wu-Tang Clans berichtet.
2007 arbeitete er mit der Underground-Hip-Hop-Band Styles of Beyond zusammen, indem er bei einigen Tracks auf deren neuem Album Rocket Surgery mitproduzierte.
2013 ist er auf dem Album D.N.A des deutschen Rap-Duos Genetikk mit dem Track Packets in den Boots das zweite Mal (nach der Zusammenarbeit mit Xavier Naidoo) auf einem deutschsprachigen Album zu hören.

## Diskografie

### Studioalben
| Jahr | Titel                   | Höchstplatzierung, Gesamtwochen, AuszeichnungChartplatzierungen (Jahr, Titel, Platzierungen, Wochen, Auszeichnungen, Anmerkungen) | Höchstplatzierung, Gesamtwochen, AuszeichnungChartplatzierungen (Jahr, Titel, Platzierungen, Wochen, Auszeichnungen, Anmerkungen) | Höchstplatzierung, Gesamtwochen, AuszeichnungChartplatzierungen (Jahr, Titel, Platzierungen, Wochen, Auszeichnungen, Anmerkungen) | Anmerkungen                                               |
| Jahr | Titel                   | DE | UK | US | Anmerkungen                                               |
| ---- | ----------------------- | --- | --- | --- | --------------------------------------------------------- |
| 1998 | Bobby Digital in Stereo | DE69 (3 Wo.)DE | UK70 (1 Wo.)UK | US16 Gold · (12 Wo.)US | Erstveröffentlichung: 24. November 1998 als Bobby Digital |
| 2001 | Digital Bullet          | — | — | US24 (8 Wo.)US | Erstveröffentlichung: 28. August 2001 als Bobby Digital   |
| 2003 | Birth of a Prince       | — | — | US49 (4 Wo.)US | Erstveröffentlichung: 7. Oktober 2003                     |
| 2008 | Digi Snacks             | — | — | US111 (2 Wo.)US | Erstveröffentlichung: 24. Juni 2008                       |

### Kollaboalben
| Jahr | Titel                               | Höchstplatzierung, Gesamtwochen, AuszeichnungChartplatzierungen (Jahr, Titel, Platzierungen, Wochen, Auszeichnungen, Anmerkungen) | Höchstplatzierung, Gesamtwochen, AuszeichnungChartplatzierungen (Jahr, Titel, Platzierungen, Wochen, Auszeichnungen, Anmerkungen) | Höchstplatzierung, Gesamtwochen, AuszeichnungChartplatzierungen (Jahr, Titel, Platzierungen, Wochen, Auszeichnungen, Anmerkungen) | Anmerkungen                                                             |
| Jahr | Titel                               | DE | UK | US | Anmerkungen                                                             |
| ---- | ----------------------------------- | --- | --- | --- | ----------------------------------------------------------------------- |
| 1994 | 6 Feet Deep                         | — | UK94 (2 Wo.)UK | US36 (11 Wo.)US | Erstveröffentlichung: 9. August 1994 mit Gravediggaz                    |
| 1997 | The Pick, the Sickle and the Shovel | DE36 (5 Wo.)DE | UK24 (2 Wo.)UK | US20 (6 Wo.)US | Erstveröffentlichung: 14. Oktober 1997 mit Gravediggaz                  |
| 2016 | Anything But Words                  | — | — | US186 (1 Wo.)US | Erstveröffentlichung: 26. August 2016 mit Paul Banks als Banks & Steelz |

Weitere Kollaboalben
- 2022: Saturday Afternoon Kung Fu Theater (mit DJ Scratch)

### Kompilationen
| Jahr | Titel                      | Höchstplatzierung, Gesamtwochen, AuszeichnungChartplatzierungen (Jahr, Titel, Platzierungen, Wochen, Auszeichnungen, Anmerkungen) | Höchstplatzierung, Gesamtwochen, AuszeichnungChartplatzierungen (Jahr, Titel, Platzierungen, Wochen, Auszeichnungen, Anmerkungen) | Höchstplatzierung, Gesamtwochen, AuszeichnungChartplatzierungen (Jahr, Titel, Platzierungen, Wochen, Auszeichnungen, Anmerkungen) | Anmerkungen                          |
| Jahr | Titel                      | DE | AT | CH | Anmerkungen                          |
| ---- | -------------------------- | --- | --- | --- | ------------------------------------ |
| 2003 | The World According to RZA | DE46 (5 Wo.)DE | AT72 (2 Wo.)AT | CH59 (5 Wo.)CH | Erstveröffentlichung: 28. April 2003 |

Weitere Kompilationen
- 1999: The RZA Hits

### Soundtracks
- 1999: Ghost Dog: The Way of the Samurai (O.S.T.)
- 2003: Kill Bill – Volume 1 (O.S.T.)
- 2004: Kill Bill – Volume 2 (O.S.T.)
- 2004: Soul Plane (O.S.T.)
- 2004: Blade: Trinity (O.S.T.)
- 2005: The Protector (O.S.T.)
- 2006: Blood of a Champion (O.S.T.)
- 2007: Afro Samurai: The Album (O.S.T.)
- 2008: Babylon A.D. (O.S.T.)
- 2009: Afro Samurai Resurrection (O.S.T.)
- 2012: The Man with the Iron Fists (O.S.T.)

### EPs
- 1991: Ooh I Love You Rakeem
- 2014: Only One Place To Get It
- 2022: Bobby Digital and the Pit of Snakes
- 2022: Bobby Digital in "Digital Potions"

### Singles
| Jahr | Titel Album                                                                            | Höchstplatzierung, Gesamtwochen, AuszeichnungChartplatzierungen (Jahr, Titel, Album, Platzierungen, Wochen, Auszeichnungen, Anmerkungen) | Höchstplatzierung, Gesamtwochen, AuszeichnungChartplatzierungen (Jahr, Titel, Album, Platzierungen, Wochen, Auszeichnungen, Anmerkungen) | Höchstplatzierung, Gesamtwochen, AuszeichnungChartplatzierungen (Jahr, Titel, Album, Platzierungen, Wochen, Auszeichnungen, Anmerkungen) | Höchstplatzierung, Gesamtwochen, AuszeichnungChartplatzierungen (Jahr, Titel, Album, Platzierungen, Wochen, Auszeichnungen, Anmerkungen) | Höchstplatzierung, Gesamtwochen, AuszeichnungChartplatzierungen (Jahr, Titel, Album, Platzierungen, Wochen, Auszeichnungen, Anmerkungen) | Anmerkungen                                                               |
| Jahr | Titel Album                                                                            | DE | AT | CH | UK | US | Anmerkungen                                                               |
| ---- | -------------------------------------------------------------------------------------- | --- | --- | --- | --- | --- | ------------------------------------------------------------------------- |
| 1994 | Diary of a Madman 6 Feet Deep                                                          | — | — | — | — | US82 (7 Wo.)US | Erstveröffentlichung: 21. Juni 1994 mit Gravediggaz                       |
| 1994 | Nowhere to Run, Nowhere to Hide 6 Feet Deep                                            | — | — | — | UK78 (2 Wo.)UK | — | Erstveröffentlichung: 6. September 1994 mit Gravediggaz                   |
| 1996 | Wu-Wear: The Garment Renaissance High School High (O.S.T.)                             | — | — | — | — | US60 (12 Wo.)US | Erstveröffentlichung: 1996 mit Method Man & Cappadonna                    |
| 2003 | Ich kenne nichts (das so schön ist wie du) Zwischenspiel – Alles für den Herrn (Jewel) | DE1 Gold · (45 Wo.)DE | AT2 Platin · (41 Wo.)AT | CH3 Gold · (33 Wo.)CH | — | — | Erstveröffentlichung: 19. Mai 2003 Verkäufe: + 200.000; mit Xavier Naidoo |

Weitere Singles
- 1995: 1-800 Suicide (mit Gravediggaz)
- 1997: Dangerous Mindz (mit Gravediggaz)
- 1998: B.O.B.B.Y. / Holocaust (Silkworm)
- 2001: La Rhumba (feat. Method Man, Killa Sin & Beretta 9)
- 2001: Brooklyn Babies
- 2008: You Can’t Stop Me Now (feat. Inspectah Deck)
- 2010: Gone (feat. Kobra Khan, Justin Nozuka & James Black)
- 2010: So Appalled (Kanye West feat. Jay-Z, Pusha T, RZA, Cyhil Da Prynce & Swizz Beatz; US: Gold)
- 2016: Love and War (als Banks & Steelz)
- 2016: Giant (als Banks & Steelz)
- 2017: Who Needs the World (als Banks & Steelz)
- 2021: Plug Addicts (mit Flatbush Zombies)

## Filmografie (Auswahl)
- 1999: Ghost Dog – Der Weg des Samurai (Ghost Dog: The Way of the Samurai, Soundtrack und kurzer Gastauftritt)
- 2003: Coffee and Cigarettes
- 2003: Scary Movie 3 (kurz am Ende)
- 2003: Kill Bill – Volume 1 (Soundtrack)
- 2004: Kill Bill – Volume 2 (Soundtrack)
- 2005: Soul Plane (Soundtrack)
- 2005: Blade: Trinity (Soundtrack)
- 2005: Entgleist (Derailed)
- 2007: American Gangster
- 2007: Freedom Writers (Soundtrack)
- 2007: Afro Samurai (Soundtrack)
- 2009: Wie das Leben so spielt (Funny People)
- 2010: Repo Men
- 2010: Stichtag (Due Date)
- 2010: 72 Stunden – The Next Three Days (The Next Three Days)
- 2012: Californication (Fernsehserie)
- 2012: Harold & Kumar – Alle Jahre wieder (A Very Harold & Kumar 3D Christmas)
- 2012: The Man with the Iron Fists (auch Regie)
- 2013: G.I. Joe – Die Abrechnung (G.I. Joe: Retaliation)
- 2013: Return of the Warrior (Tom Yum Goong 2)
- 2014: Brick Mansions
- 2014: Gang Related (Fernsehserie)
- 2015: The Man with the Iron Fists 2
- 2015: Mr. Right
- 2017: Roxanne Roxanne (Soundtrack)
- 2019: The Dead Don’t Die
- 2020: Cut Throat City – Stadt ohne Gesetz (Cut Throat City, Regie und Produktion)
- 2020: Life in a Year
- 2021: Nobody
- 2023: Not an Artist
- 2025: One Spoon of Chocolate (Regie und Drehbuch)
- 2025: Nobody 2